# Pedregal (Costa Rica)
Pour les articles homonymes, voir Pedregal.
Le site archéologique du Pedregal se trouve dans la cordillère de Guanacaste, dans la province du même nom, au nord-ouest du Costa Rica, à 20 km de la frontière avec le Nicaragua. Cette région fait partie de l'Aire de Conservation du Guanacaste (ACG), inscrite sur la liste du patrimoine mondial naturel de l‘humanité de l’UNESCO depuis 1999. La première notice du site remonte à 1989 (Chavez Jimenez 1989) et il apparaît sur la base de données archéologique du Musée national du Costa Rica sous la référence G-540 Pd.

## Le site et son environnement

Figure 1: Vue aérienne du Pedregal sur les pentes du volcan Orosi

Il s’agit d’un ensemble d’au moins 465 roches gravées à l’air libre (Künne & Strecker, 2008, p. 17) qui sont dispersées au sein de plusieurs savanes étendues sur les pentes ouest (côté Pacifique) du volcan Orosi, entre 400 et 800 m d’altitude. La savane principale couvre 93 hectares (Costa, Molina, Künne & Gelliot, p. 2019) (fig. 1). Elle se compose d’une végétation disparate d’arbustes et de hautes herbes formant une immense clairière. Ces savanes contrastent fortement avec les différents types de forêt tropicale qui couvrent, selon les altitudes, les pentes du volcan (forêt décidue sèche tropicale, humide de montagne et tropicale de montagne) (Nuhn 1978).

Figure 2 : Rocher gravé du Pedregal

Disséminées au sein d’un chaos rocheux d’origine volcanique, les roches décorées possèdent des dimensions variées, une des plus grandes mesure 5,20 m de long, 4,30 m de large et 2,10 m de haut (fig. 2); toutefois, la plupart ne dépasse pas 2 m de long, 1 m de large et 1 m de haut.
En raison de la grande quantité de roches gravées et de son extension, le Pedregal est le gisement rupestre le plus important du Costa Rica et l’un des principaux d’Amérique centrale. 

## Les manifestations graphiques rupestres
Les pétroglyphes du site présentent des motifs géométriques (spirales, croix concentriques, grecques, compositions de carrés, cercles concentriques, etc.), de même que des graphismes plus curvilignes qui peuvent former des compositions complexes, et des dépressions plus ou moins grandes et profondes.
Les motifs figuratifs incluent des visages et des têtes ainsi que des anthropomorphes, parfois ornés d’habillement, d’accessoires et associés avec d’autres images. Même si certains anthropomorphes sont représentés dans une position dynamique, l’interaction des personnages semble limitée. Des gravures de zoomorphes ont pu être identifiées; elles comprennent des serpents (fig. 3), des tapirs, des lézards ou crocodiles, etc. La présence de motifs phytomorphes n’est pas exclue.  

Figure 3: Dessin d’un zoomorphe (serpent) du Pedregal

L’iconographie du Pedregal témoigne d’une forte tradition rupestre locale, ainsi que d’influences mésoaméricaine (au nord) et de l’Aire Intermédiaire. Elle illustre les interactions culturelles qu’ont connues les anciennes populations indigènes du Costa Rica.
De nombreuses gravures rappellent les motifs de la céramique du Pacifique Nord. Sur la base de ces comparaisons iconographiques, on estime que la production rupestre pourrait avoir commencée durant la période Tempisque (500 av. J.C. à 300 ap. J.-C.), puis se prolonger jusqu’aux périodes Sapoa et Ometepe (800 à 1530 ap. J.-C.) (Stone & Künne, 2003, p. 205; Künne & Baker, 2016, p. 273).

## Recherches réalisées et en cours
En 1993, les archéologues Ellen Hardy et Ricardo Vazquez (1993) ont commencé une première investigation systématique réalisée dans le cadre du Proyecto Arqueológico Volcán Orosí (PAVO). Ces recherches ont été appuyées par la University of California Los Angeles (UCLA) et le Musée National du Costa Rica (MNCR). Le PAVO a documenté 324 roches décorées et les a intégrées à un premier système d’information géographique (SIG) en 2008. Les résultats de ces recherches ont donné lieu à une conférence dans le  59th Annual Meeting for the Society for American Archaeology (SAA) en avril 1994.
Depuis 2018, le gisement rupestre est étudié par le Projet Archéologique Guanacaste (PRAG), dont le principal objectif est de comprendre le rôle du site au sein des articulations transculturelles de la région archéologique de la Gran Nicoya (Costa et al., 2019). Le PRAG développe un nouveau SIG sur la base des premiers travaux de Hardy et Vazquez. Afin de mieux comprendre l’interaction des roches gravées avec le paysage, plus de 2000 photographies aériennes ont été réalisées par drone, grâce auxquelles une orthophotographie géoréférencée de haute définition des 93 hectares de la savane principale a pu être générée. En outre, pour permettre une bonne visualisation des pétroglyphes, des modèles photogrammétriques en trois dimensions d’une trentaine de roches ont été réalisés. Enfin, une visite virtuelle interactive expérimentale du site est en cours de création. 
Le PRAG est un projet franco-allemand-costaricien soutenu en France par l’Institut Français d‘Amérique Centrale (IFAC), le Laboratoire d’Archéologie des Amériques] (ArchAm, UMR 8096 CNRS), le Centre d’Études Mexicaines et Centraméricaines (CEMCA), l’Institut national de recherches archéologiques préventives (INRAP) et le Ministère de l'Europe et des Affaires étrangères (MEAE). De la part de la coopération allemande, on retrouve la fondation Deutsche Altamerika Stiftung (DAS) et la Rheinische Friedrich-Wilhelms-Universität Bonn. Au Costa Rica, ce sont les Museos del Banco Central de Costa Rica (MBCCR), le Area de Conservación Guanacaste (ACG) et le Museo Nacional de Costa Rica (MNCR) qui participent au projet. 
Ce projet est prévu pour une durée de 5 ans (2018-2022) et s’organise en différentes étapes qui incluent des prospections, des sondages archéologiques, des études spécialisées et l’expérimentation de nouvelles technoliques. Les archéologues chargés du PRAG sont Philippe Costa, Priscilla Molina Muñoz, Martin Künne et Eric Gelliot. La divulgation et la valorisation des résultats à destination du milieu scientifique, et aussi du grand public, est une des ambitions du projet. 